# Très basse fréquence
Pour les articles homonymes, voir fréquence (homonymie).
La très basse fréquence, en anglais Very low frequency (VLF), désigne la bande de radiofréquences qui s'étend de 3 kHz à 30 kHz (longueur d'onde de 100 à 10 km).
Les ondes VLF sont aussi appelées ondes myriamétriques (le myria- est un préfixe obsolète valant 10 000).

## Applications

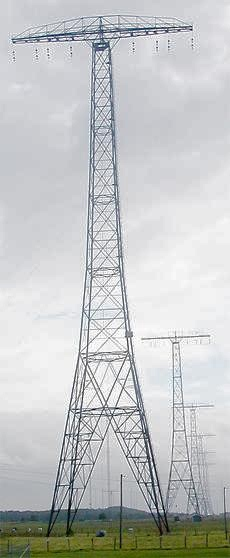
Une partie de l’antenne VLF de Grimeton.

Les ondes VLF pénètrent dans l’eau jusqu'à une profondeur de 10 à 50 mètres, selon la fréquence et la salinité. Elles sont utilisées pour les télécommunications avec les sous-marins proches de la surface, et permettent de transmettre un débit supérieur aux  ELF ou SLF, utilisées à grande profondeur.
Elles sont également utilisées en radionavigation ou en diffusion des signaux horaires et de temps, et en recherche géophysique.
Les VLF sont partagées en deux sous-bandes dont voici les principaux usages :

### De 3 à 9 kHz
La partie de la bande sous 9 kHz n’est pas réglementée par l’UIT et peut être expérimentée sans licence. De nombreuses émissions naturelles peuvent y être entendues.
- Raies spectrales des orages électromagnétiques solaires.
- Bruits électromagnétiques des aurores polaires.
- Résonance électromagnétique des orages terrestres.
- Électrothérapie.
- Détecteurs de métaux.

### De 9 à 30 kHz
- Applications inductives diverses autorisées par l'Arcep (boucles antivol, etc.).
- Implants médicaux.
- Bruits de fond des ondes cosmiques.
- Recherches scientifiques.
- Radionavigation et radiolocalisation submaritime.
- Liaisons radio des sous-marins.
- Signaux horaires et étalons de fréquences.
- Recherches scientifiques sur les champs électromagnétiques naturels.
- Liaisons radio utilisées en spéléologie lors des opérations de secours.
- Réseau de radionavigation Alpha.
- Ancien système civil de radionavigation Oméga entre 10,2 kHz et 13,6 kHz.
- Version militaire de la radionavigation Oméga entre 9 et 14 kHz maintenue par l'OTAN.

## Histoire
Les ondes de fréquence inférieure à 20 kHz ont été utilisées dès les débuts de la radio-télécommunication, car les émetteurs pouvaient être réalisés avec des générateurs électromécaniques (alternateurs). Elles furent très vite abandonnées en raison de la faible bande passante disponible.
Aux États-Unis, la station de temps WWVL commença à transmettre en août 1963 à 20 kHz. La modulation était en FSK entre 20 et 26 kHz. Ce service fut arrêté en juillet 1972.
La station VLF de Grimeton près de Varberg en Suède peut être visitée à certaines dates, comme le Alexanderson Day. Elle contient un alternateur d'émission encore opérationnel.

## Transmissions sous-marines en VLF
Les émetteurs à forte puissance des pays opérant une flotte de sous-marins stratégiques peuvent être reçus à des milliers de milles nautiques.
Ces émetteurs terrestres couvrent des surfaces de plusieurs kilomètres carrés, avec des puissances de 20 kW à 2 MW. Les sous-marins reçoivent les signaux avec des antennes filaires remorquées proches de la surface.
La faible bande passante ne permettant pas de transmettre en téléphonie, toutes les transmissions s’effectuent en alphanumérique à très faible débit (quelques caractères par seconde).
Trois modulations sont utilisées : 
- OOK / CWK : télégraphie  en onde continue, en simple code morse avec porteuse on = mark’’ et ’’off = space’’, utilisée en test ou secours.
- FSK : Frequency-shift keying. Avec un rythme de 50 bit/s ou 75 bit/s.
- MSK : Minimum-shift keying. C’est le mode principal utilisé, avec un débit jusqu’à 300 bit/s.

Les caractères sont codés en  5-bit Baudot ou 8-bit ASCII, puis chiffrés.
Outre les émetteurs fixes, des émetteurs embarqués sur avions de commandement ont été également développés, utilisant des antennes tractées très longues.

## Liste d’émetteurs  VLF
| Indicatif                         | Fréquence  | Emplacement                                           | Remarques                                                                                        |  |
| --------------------------------- | ---------- | ----------------------------------------------------- | ------------------------------------------------------------------------------------------------ |  |
| -                                 | 11.905 kHz | Russie (divers sites)                                 | Alpha-Navigation                                                                                 |  |
| -                                 | 12.649 kHz | Russie (divers sites)                                 | Alpha-Navigation                                                                                 |  |
| -                                 | 14.881 kHz | Russie (divers sites)                                 |                                                                                                  |  |
| -                                 | 15.625 kHz | -                                                     | Fréquence émise par le balayage ligne (PAL)                                                      |  |
| -                                 | 15.734 kHz | -                                                     | Fréquence émise par le balayage ligne (NTSC)                                                     |  |
| GBR                               | 15.8 kHz   | Rugby (Royaume-Uni)                                   | (Arrêté en avril 2003) souvent indiqué à 16 kHz                                                  |  |
| JXN                               | 16.4 kHz   | Aldra Island (Norvège)                                |                                                                                                  |  |
| VTX                               | 17.0 kHz   | Vijaya Narayanam (Inde)                               |                                                                                                  |  |
| SAQ                               | 17.2 kHz   | Grimeton (Suède)                                      | Actif seulement pour des occasions nationales (Alexanderson Day)                                 |  |
| -                                 | 17.5 kHz   | ?                                                     | -                                                                                                |  |
| ?                                 | 17.8 kHz   | ?                                                     | Transmet occasionnellement des impulsions                                                        |  |
| RDL/UPD/UFQE/UPP/UPD8             | 18.1 kHz   | Russie (divers sites)                                 |                                                                                                  |  |
| HWU                               | 18.3 kHz   | Rosnay (France)                                       | Souvent inactif                                                                                  |  |
| NTS                               | 18.6 kHz   | Woodside, Victoria (Australie)                        |                                                                                                  |  |
| RKS                               | 18.9 kHz   | Russie (divers sites)                                 | Rarement actif                                                                                   |  |
| GBZ                               | 19.6 kHz   | Skelton (Royaume-Uni)                                 | Divers modes, incluant des impulsions                                                            |  |
| NWC                               | 19.8 kHz   | North West Cape, Exmouth, Australie-Occidentale (AUS) | Communications sous-marines, 1 mégawatt                                                          |  |
| ICV                               | 20.27 kHz  | Isola di Tavolara (Italie)                            |                                                                                                  |  |
| RJH63, RJH66, RJH69, RJH77, RJH99 | 20.5 kHz   | Russie (divers sites)                                 | Système de temps Beta                                                                            |  |
| ICV                               | 20.76 kHz  | Tavolara (Italie)                                     |                                                                                                  |  |
| FTA                               | 20.9 kHz   | Sainte-Assise (France)                                |                                                                                                  |  |
| RDL                               | 21.1 kHz   | Russie (divers sites)                                 | Rarement actif                                                                                   |  |
| HWU                               | 21.75 kHz  | Le Blanc (France)                                     |                                                                                                  |  |
| GQD                               | 22.1 kHz   | Anthorn (Royaume-Uni)                                 |                                                                                                  |  |
| NDT                               | 22.2 kHz   | Ebino (Japon)                                         |                                                                                                  |  |
| ?                                 | 22.3 kHz   | Russie ?                                              | Actif seulement le 2 du mois une courte période de 11h à 13h (10h à 12h en hiver), sauf dimanche |  |
| HWU                               | 22.60 kHz  | Le Blanc (France)                                     |                                                                                                  |  |
| RJH63, RJH66, RJH69, RJH77, RJH99 | 23 kHz     | Russie (divers sites)                                 | Système de temps Beta                                                                            |  |
| DHO38                             | 23.4 kHz   | Près de Rhauderfehn (Allemagne)                       | Communications sous-marines                                                                      |  |
| NAA                               | 24 kHz     | Cutler, Maine (USA)                                   | Communications sous-marines, 2 mégawatts                                                         |  |
| NLK                               | 24.80 kHz  | Oso Wash, Jim Creek, WA (USA)                         |                                                                                                  |  |
| NML                               | 25.20 kHz  | La Moure, ND (USA)                                    |                                                                                                  |  |
| TBB                               | 26.70 kHz  | Bafa, (Turquie : Précision inconnue)                  |                                                                                                  |  |

## Sources
- (en) Cet article est partiellement ou en totalité issu de l’article de Wikipédia en anglais intitulé « Very low frequency » (voir la liste des auteurs).
- (it) Renato Romero, Radio Natura, Albino, SANDIT S.r.l., 2006
- (en) Renato Romero, Radio Nature, Radio Society of Great Britain, 2008 (ISBN 978-1-905086-37-5)
- (de) M. Oexner, K. Herold et G. Klawitter, Langwelle und Längstwelle, Meckenheim, Siebel Verlag GmbH, 2000 (ISBN 3-89632-043-2)